# Setryda
Setryda (zm. ok. 660) – anglosaska księżniczka i zakonnica. Święta Kościoła katolickiego. 
Była pasierbicą króla Anny, władcy Wschodniej Anglii. Rodzina króla odznaczała się żarliwą religijnością. Jej przyrodni brat Jurmin oraz cztery przyrodnie siostry (Seksburga, Edelburga, Edeltruda, Witburga) zostali kanonizowani.
Setryda wraz z Edelburgą udały się do klasztoru benedyktyńskiego w Faremoutiers w państwie Franków. Obie zostały tam zakonnicami. Setryda objęła tam funkcję ksieni po śmierci jego założycielki – świętej Fary. Po śmierci Setrydy, funkcję przełożonej przejęła Edelburga.